# 李聖傑
李聖傑（1973年2月21日—），早年藝名李傑，臺灣男歌手，曾任中華民國臺北市網球協會理事長（2010~2013）。

## 早年
李聖傑出生於高雄市。他的外祖父是德國飛行員，二戰期間來臺灣，結識身為標準舞舞者的外祖母，後來在空戰中喪生。李聖傑三歲時受洗為天主教徒。畢業於東吳大學中國文學系，就學時為領取體育獎學金的網球選手。
李聖傑學生時期參與各項歌唱比賽。1997年時參加了早期的《超級新人王》節目，以一首《I Swear》贏得周冠軍，獲得主持人吳宗憲與評審鮑比達的青睞。李聖傑也曾受吳宗憲邀約進入咻比嘟嘩，最後他選擇與鮑比達老師簽約。他的歌唱事業不算順遂，等待發片期間，他在酒吧駐唱，並在明曜百貨後頭的「D&F」首次亮相。

## 職業生涯
1999年3月1日，李聖傑以藝名「李傑」出道，由歌萊美唱片發行了首張專輯《冷咖啡》，由知名的鲍比達老師量身訂做，然而，由于经纪公司经营问题，专辑宣传中断。之後繼續在主婦之店、EZ5及Hard Rock等酒吧駐唱。  
2002年6月27日，在製作人黃名偉的支持下發行第二張專輯《痴心絕對》。由於台灣唱片市場逐漸萎縮，再加上發行公司「東方魅力」內部體系不夠完善等因素，放棄了宣傳。但在一年後，《痴心絕對》意外地在台灣、中國大陸非常火紅，《痴心絕對》也在全國KTV全年總排行上維持前三名數年。當時也在各大手機鈴聲下載網站佔有前十名的地位。在中國的音樂網站，更有超過單月1000萬人次點擊率的好成績。
2004年與滾石唱片簽約。同年11月26日，發行第三張專輯《絕對癡心 - 手放開》，銷售了十五萬張。在KTV也有著連續十週第一名、連續三十週上榜前十名的好成績。2005年2月26日在西門紅樓舉辦個人首場演唱會，同年也獲得KKBOX年度十大歌手獎。
2006年6月16日，發行第四張專輯《關於妳的歌》，締造了首批出貨量就高達8萬張的驚人成績，全亞洲銷售量總計45萬張，並奪得KKBOX年度十大專輯。7月29日晚上7點，李聖傑在淡水漁人碼頭舉行個人演唱會，當時現場預估超過3萬人。《關於妳的歌》專輯其中一首「眼底星空」並登上KKBOX週冠軍。同年並擔任瓊斯杯籃球賽代言人。
2006年11月23日，擔任蔡依林位在美國大西洋城的唯舞獨尊世界巡迴演唱會嘉賓。
2008年創立了自己的音樂品牌，成立自己的公司「錞藝音樂Zoommusik」。1月18日發行第五張專輯《收放自如》。李聖傑在這一年在台灣共舉辦了4場個人首場售票演唱會。《收放自如》專輯其中一首「擦肩而過」並登上KKBOX蟬聯三週冠軍、KKBOX年度歌曲第五名及年度來電答鈴聲冠軍。
2009年1月20日，發行自己入行十年的首張精選紀念《音樂十年李聖傑唯一精選》。2月13日，發行雙CD精選集《孤鸞療傷版》。12月18日，發行第六張專輯《原諒我沒有說》。
2011年12月22、23及25日，舉辦「2011 Sam Lee Listen to Me Concert Tour 馬玉山2011李聖傑Listen to Me巡迴演唱會」。2012年1月17日，發行《2008萬人迷演唱會》癡心典藏版。
2013年10月26日，為了2013網球嘉年華公益主題曲，發行EP《光》。
2014年，推出個人專屬APP，讓歌迷用手機自由選購線上或實體專輯，於同年10月17日，發行第二張EP《Face面對》及舉辦QQ音樂線上演唱會，成為全亞洲能整合線上與實體音樂專輯在專屬APP販售的第一人。
2016年12月,參加浙江衛視節目《夢想的聲音》第七期節目。
2018年，參加湖南衛視節目《歌手2018》。
2018年10月，參加江蘇衛視節目《蒙面唱將猜猜猜》。
2019年2月22日，於CORNER HOUSE角落文創舉辦20週年歌迷會，並慶祝前一天的46歲生日。
2019年7月12日，受高雄市新聞局邀請參加《甄愛高雄群星會》。
2019年10月28日，宣布不再演唱《癡心絕對》。
2019年12月14日，於高雄巨蛋舉辦《李聖傑FACE 20週年世界巡迴演唱會》。
2022年10月19日，睽違八年發行EP《Face II 真裏》。
2023年5月26日和27日，於雲頂雲星劇場舉辦《一人一首李聖傑演唱會》。同年9月16日和17日，於新加坡名勝世界舉辦《一人一首李聖傑演唱會》。
2024年5月15日，發行全新數位單曲《男人啊》，發行首周就橫掃各大數位音源平台排行榜冠軍。

## 個人生活
李聖傑為臺北市網球協會理事長、自閉症基金會代言人。
2013年7月李聖傑傳出與蔡昕璇有私生子，於同年10月同律師召開記者會表明，經由DNA檢驗，排除與小孩有親子關係。2015年高雄高分院最終審理私生子案後，判女方應賠224萬元。

## 音樂作品

### 正規專輯
|   | 發行日期       | 專輯名稱          | 發行公司   | 備註               | 曲目 |
| 1 | 1999年3月1日   | 冷咖啡            | 歌萊美唱片 | 以藝名「李傑」發行 | 曲目 1. 冷咖啡 2. 百分之百 3. 奇怪 4. 當愛是個玩笑 5. Don't leave me now 6. 心口 7. 毒藥 8. I've been waiting for this 9. 愛來了 10. 別想的太多                                                                                                |
| 2 | 2002年6月27日  | 痴心絕對          | 東方魅力   |                    | 曲目 1. 痴心絕對 2. 如果你愛他 3. 不安 4. 想太多 5. 擁抱 6. 看見 7. Now And Forever 8. 灰色地帶 9. 求你 10. Angel |
| 3 | 2004年11月26日 | 絕對痴心 - 手放開 | 滾石唱片   |                    | 曲目 1. 痴心絕對 2.0 2. 你走了 3. 手放開 4. 遠走高飛 5. 抓愛情的兇手 6. 你們要快樂 7. 我懂了他 8. 親愛妹妹的眼睛 9. 不顧一切的愛 10. 不是對手 11. 位置 12. 痴心絕對(痴心人聖誕快樂Remix版) 13. 痴心絕對(痴到飽唱到飽Kala版) 14. 手放開(Kala版) |
| 4 | 2006年6月16日  | 關於妳的歌        | 滾石唱片   |                    | 曲目 1. 眼底星空 2. 最近 3. 很想說 4. 重來 5. 我以為 6. 關於妳的歌 7. Angel 8. 就是現在 9. 聽我愛你 10. 記得嗎 11. 癡心絕對 3.0 12. 手放开2.0 13. 你那麼愛他(&林隆璇)                                                                          |
| 5 | 2008年1月18日  | 收放自如          | 錞藝音樂   | 首次同為製作人     | 曲目 1. I am Sam-INTRO 2. SO FUN 3. 光年 4. 擦肩而過 5. 關於情歌 6. 不完美 7. 我可以 8. 萬人迷 9. 好想她 10. 親愛的 11. 靠近 |
| 6 | 2009年12月19日 | 原諒我沒有說      | 錞藝音樂   |                    | 曲目 1. 古老的大钟 2. 切歌 3. 抱歉 4. 原諒我沒有說 5. 花花世界 6. 時差 7. 明白 8. 偷幸福 9. 最痛的感受 10. 幸福移動 |

### EP
|   | 發行日期       | EP名稱          | 發行公司 | 備註                     | 曲目                                                 |
| 1 | 2013年10月26日 | 光              | 錞藝音樂 | 2013網球嘉年華公益主題曲 | 曲目 1. 光                                           |
| 2 | 2014年10月17日 | Face面對        | 錞藝音樂 |                          | 曲目 1. 祝你幸福 2. 過客 3. 我們相愛吧 4. 愛 PP 的秀 |
| 3 | 2015年3月25日  | Face II 面對    |          |                          | 曲目 1. 聽說                                         |
| 4 | 2022年10月17日 | Face II：真・裏 | 华纳音乐 |                          | 曲目 1. Face 2. 时尚大叔 3. 最美的遗憾 4. 塔图       |

### 精選輯
|   | 發行日期      | 精選輯名稱             | 發行公司 | 備註 | 曲目 |
| 1 | 2009年1月20日 | 音樂十年李聖傑唯一精選 | 錞藝音樂 |      | 曲目 1. 最近 2. 擁抱 3. 痴心絕對 4. 很想說 5. 重來 6. 你那麼愛她 7. 親愛妹妹的眼睛 8. 手放開 (2009 Rearranged Version) 9. 親愛的 10. 心口 11. 你走了 12. 擦肩而過 13. 就是現在 14. 眼底星空 15. 靠近                                                                                |
| 2 | 2009年2月13日 | 孤鸞療傷版             | 滾石唱片 | 雙CD | 曲目 CD1 1. 癡心絕對 2. 你走了 3. 手放開(孤鸞療傷版) 4. 遠走高飛 5. 抓!愛情的兇手 6. 你們要快樂 7. 我懂了她 8. 親愛妹妹的眼睛 9. 不顧一切的愛 10. 不是對手 11. 位置 CD2 1. 眼底星空 2. 最近 3. 很想說 4. 重來 5. 我以為 6. 關於妳的歌 7. Angle 8. 就是現在 9. 聽，我愛妳 10. 記得嗎 |

### DVD
|   | 發行日期      | DVD名稱                      | 發行公司 | 備註       | 曲目 |
| 1 | 2012年1月17日 | 2008萬人迷演唱會(痴心典藏版) | 錞藝音樂 | DVD + 雙CD | 曲目 DVD 1. 萬人迷： 2. Angel 3. 光年 4. 擦肩而過 5. 靠近 6. 你走了 7. 不安 8. 最近 9. So Fun 10. 就是現在 11. NOCTURNE#1(改編自“如果你愛她”)編曲&演奏by 葛萊美小提琴大師-Jamii Szmadzinski 12. 如果你愛她 13. 親愛的 14. 眼底星空 15. 親愛妹妹的眼睛 16. I'll Make Love To You 17. 記得嗎 18. 你們要快樂：所有歌迷 19. 手放開： 20. For The First Time 21. 痴心絕對 22. 演唱會幕後花絮 CD1 1. 萬人迷 2. Angel 3. 光年 4. 擦肩而過 5. 靠近 6. 你走了 7. 不安 8. 最近 9. So Fun 10. 就是現在 CD2 1. 如果你愛她 2. 親愛的 3. 親愛妹妹的眼睛 4. I'll make love to you 5. 記得嗎 6. 你們要快樂 7. 手放開 8. For the first time 9. 痴心絕對 |

### 合唱歌曲
- 《你那麼愛他》（與林隆璇合唱）（2005年）
- 《是你決定我的傷心》（與張玉華合唱）（2006年）

### 单曲
- 《原来这就是爱》电影《假装情侣》插曲(2011年)
- 《奈何》电视剧《天盛长歌》插曲(2018年)
- 《男人啊》(2024年)

### 被改編歌曲
- 原作：《手放開》（2004年）/0作曲︰方文良0/0作詞︰十方
  - 主唱：吳雨霏0/《明知做戲》（粵語）（2007年）/0填詞：夏至
- 原作：《癡心絕對》（2002年）/0作曲0/0作詞：蔡伯南
  - 主唱：衛蘭0/《殘酷遊戲》（粵語）（2009年）/0填詞：林夕
  - 主唱：邰正宵0/《失眠金曲》（粵語）（2006年）/0填詞：林若寧

## 演出作品

### 音樂錄影帶 (MV)
- 2004年 任賢齊 (永不退縮)

## 主持作品

### 廣播
- 台北之音聖傑Live time

## 球評
- FOX體育台 - 網球四大賽球評

## 獎項記錄
| 年份   | 獎項                                | 結果 |
| ------ | ----------------------------------- | ---- |
| 2005年 | KKBOX年度十大歌手                   | 獲獎 |
| 2006年 | KKBOX年度十大專輯                   | 獲獎 |
| 2006年 | Hito流行音樂獎 「年度Hito長壽專輯」 | 獲獎 |
| 2009年 | 第二屆KISS APPLE親蘋果情歌榜        | 獲獎 |
| 2014年 | QQ音樂 最佳線上音樂會               | 獲獎 |
| 2025年 | Hito流行音樂獎 「Hito情歌演繹」     | 獲獎 |

## 歷年演唱會
| 名稱                                 | 日期           | 場地                                  | 嘉賓           | 備註                       |
| ------------------------------------ | -------------- | ------------------------------------- | -------------- | -------------------------- |
| 李聖傑西門紅樓演唱會                 | 2005年2月26日  | 西門紅樓                              |                | 個人首場演唱會             |
| 李聖傑愛世代關於妳的歌漁人碼頭演唱會 | 2006年7月29日  | 漁人碼頭                              | 林隆璇、曹格   |                            |
| 李聖傑2008萬人迷演唱會               | 2008年10月25日 | 台北國際會議中心                      | 田中千繪       | 個人首場售票演唱會         |
| 李聖傑2008萬人迷演唱會               | 2008年10月26日 | 台北國際會議中心                      | 田中千繪       |                            |
| 李聖傑2008萬人迷演唱會               | 2008年11月1日  | 台中中興大學蕙孫堂                    | A-Lin          |                            |
| 李聖傑2008萬人迷演唱會               | 2008年11月8日  | 高雄縣勞工育樂中心                    | A-Lin          |                            |
| 李聖傑Listen to me巡迴演唱會         | 2011年12月22日 | ATT SHOW BOX文創立方                  | 楊韻禾         | 加場                       |
| 李聖傑Listen to me巡迴演唱會         | 2011年12月23日 | ATT SHOW BOX文創立方                  | 楊韻禾         |                            |
| 李聖傑Listen to me巡迴演唱會         | 2011年12月25日 | 高雄市立社教館演藝廳                  | 羅時豐         |                            |
| 李聖傑QQ音樂線上演唱會               | 2014年10月17日 | 北京                                  | 方炯鑌、張欣奕 | 獲得QQ音樂最佳線上音樂會獎 |
| 李聖傑FACE 20週年世界巡迴演唱會      | 2019年12月14日 | 高雄巨蛋                              | 蕭煌奇         |                            |
| 李聖傑最美的遺憾生日音樂會           | 2023年3月4日   | Zepp New Taipei                       |                |                            |
| 一人一首李聖傑 演唱會                | 2023年5月26日  | 雲頂雲星劇場                          |                | 個人首場海外演唱會         |
| 一人一首李聖傑 演唱會                | 2023年5月27日  | 雲頂雲星劇場                          |                |                            |
| 一人一首李聖傑 演唱會                | 2023年9月16日  | 聖淘沙名勝世界會議中心 名勝世界宴會廳 | 温岚           |                            |
| 一人一首李聖傑 演唱會                | 2023年9月17日  | 聖淘沙名勝世界會議中心 名勝世界宴會廳 | 温岚           |                            |
| 一人一首李聖傑 演唱會                | 2024年1月27日  | 澳門倫敦人綜藝館                      |                |                            |
| 一人一首李聖傑 演唱會                | 2024年5月1日   | Union Hall, Bangkok                   |                |                            |
| 李圣杰“痴心绝对”世界巡回演唱会       | 2024年6月29日  | 武汉洪山体育馆                        |                |                            |
| 李圣杰“痴心绝对”世界巡回演唱会       | 2024年8月31日  | 杭州黄龙体育馆                        |                |                            |
| 李圣杰“痴心绝对”世界巡回演唱会       | 2024年9月15日  | 广州体育馆1号馆                       |                |                            |
| 李圣杰“痴心绝对”世界巡回演唱会       | 2024年10月19日 | 合肥少荃体育中心体育馆                |                |                            |
| 李圣杰“痴心绝对”世界巡回演唱会       | 2025年3月31日  | 濱海灣金沙                            |                |                            |
| 李圣杰“痴心绝对”世界巡回演唱会       | 2025年9月6日   | 雲頂雲星劇場                          |                |                            |

## 注解
1. ↑  「李聖傑 關於妳的歌 情人節個人演唱會」
2. ↑  「2008 Sam Lee Adonis Concert Live 李聖杰萬人迷演唱會」
3. ↑  台北場：12/22、23 ATT SHOW BOX 文創立方
高雄場：12/25 高雄市立社教館演藝廳

## 外部連結
- 李聖傑的Facebook專頁
- 李聖傑的新浪微博
- 李聖傑的Instagram帳戶
- Zoommuzik 錞藝音樂 （页面存档备份，存于）
- 李聖傑 (Sam Lee)的歷年專輯與介紹 - KKBOX （页面存档备份，存于）
- YouTube上的李聖傑頻道